# Prestonia cordifolia
Prestonia cordifolia är en oleanderväxtart som beskrevs av R. E. Woodson. Prestonia cordifolia ingår i släktet Prestonia och familjen oleanderväxter. Inga underarter finns listade i Catalogue of Life.